# Micromandibularia atrimembris
Micromandibularia atrimembris là một loài bọ cánh cứng trong họ Cerambycidae.